# EVERYTHING'S GONNA BE ALRIGHT
『EVERYTHING'S GONNA BE ALRIGHT』（エブリシングズ・ゴナ・ビー・オールライト）は、CANTAの1枚目のオリジナル・アルバム。

## 概要
CANTAのデビュー・アルバム。
初回限定盤と通常盤の2形態が用意され、初回限定盤にはピックが付属した。
2008年のベスト・アルバム『きらきら』に「DRY & HEAVY BLUES」「108」が、『めらめら』に「BEAUTIFUL」「IT'S A FINE DAY」がリレコーディングされ収録された。
収録曲の「108」は、フジテレビ『ジャンクSPORTS』エンディング・テーマとして使用された。

## 収録曲
（全作詞・作曲：ルーク篁）
1. DRY & HEAVY BLUES
2. 108
3. BEAUTIFUL
4. NOTHING BUT ME
5. IT'S A FINE DAY
6. IRRITATION
7. ニケ
8. UNDER MY SKIN
9. ア ソング フォー ジ アダルト
10. REMEMBER FLAME